# Dale (Oklahoma)
Pour les articles homonymes, voir Dale.
Dale est une census-designated place du comté de Pottawatomie, dans l'État d'Oklahoma, aux États-Unis,. En 2020, elle compte une population de 175 habitants.